# گروه فوکسی
در ریاضیات، یک گروه فوکسی زیرگروهی گسسته از گروه {\displaystyle PSL(2;\mathbb {R} )} است. این گروه‌ها نقش بسزایی را در نظریه فرم‌های پیمانه‌ای بازی می‌کنند. این گروه‌های به نام ریاضیدان آلمانی، لاتساروس فوکس که آنها را برای نخستین بار معرفی کرد نامیده شده‌اند.

## تعریف
یک گروه فوکسی عبارت است از یک زیرگروه گسسته فضای {\displaystyle PSL(2;\mathbb {R} )}. از آنجا که گروه {\displaystyle PSL(2;\mathbb {R} )} می‌تواند به عنوان گروه خودریختی‌های صفحه هذلولوی یا گروه ایزومتری‌های نیم صفحه بالایی در نظر گرفته شود، از این تعریف چنین بر می‌آید که یک گروه فوکسی می‌تواند بعنوان یک زیرگروه گسسته از این فضاها تعریف شود.

## نمونه
نامدارترین گروه فوکسی، گروه {\displaystyle PSL(2;\mathbb {Z} )} است. همچنین زیرگروه‌های همنهشتی، نمونه دیگری از گروه‌های فوکسی می‌باشند. توجه کنید که اگر {\displaystyle K\neq \mathbb {Q} }، آنگاه گروه
{\displaystyle PSL(2;{\mathcal {O}}_{K})} هرگز یک گروه فوکسی نخواهد بود چرا که {\displaystyle {\mathcal {O}}_{K}} در {\displaystyle \mathbb {R} } چگال است.
گروه {\displaystyle G=<g(z)=z+2\pi i>=\left\{g_{n}(z)=z+2\pi in:n\in \mathbb {Z} \right\}} یا همان گروه تولید شده توسط تبدیل موبیوس {\displaystyle g(z)=z+2\pi i} مثالی دیگر از این گروه‌ها است.
گروه‌های فوکسی به دو دسته گروهای فوکسی مرتبه یکم و دوم بخش بندی می‌شوند. تفاوت این دو دسته، به ویژگی‌های هندسی دامنه بنیادی این گروه‌های باز می‌گردد.

## جستارهای مرتبط
- گروه‌های شبه-فوکسی
- گروه‌های کلاینی